# Xinzhou
Xinzhou (cinese: 忻州; pinyin: Xīnzhōu) è una città-prefettura della Cina nella provincia dello Shanxi.

## Suddivisioni amministrative
- Distretto di Xinfu
- Yuanping
- Contea di Dingxiang
- Contea di Wutai
- Contea di Dai
- Contea di Fanshi
- Contea di Ningwu
- Contea di Jingle
- Contea di Shenchi
- Contea di Wuzhai
- Contea di Kelan
- Contea di Hequ
- Contea di Baode
- Contea di Pianguan